# Африканський чагарниковий вуж стрункий
Африканський чагарниковий вуж стрункий (Philothamnus heterolepidotus) — неотруйна змія з роду Африканські чагарникові вужі родини Вужеві. Інша назва «струнка зелена змія».

## Опис
Загальна довжина сягає 60—80 см, рідко виростає до 1 м. Голова витягнута, трохи загострена. Тулуб дуже стрункий. Кілі на черевній лусці не виражені. Забарвлення однотонне, трав'янисто-зелене без темних та світлих плям. Колір черева коливається від зеленого до яскраво-жовтого. 

## Спосіб життя
Полюбляє вологі савани, рідколісся та гірські ліси. Селиться зазвичай поблизу від водоймищ, гарно плаває. Зустрічається на висоті до 2000 м над рівнем моря. Активний вдень. Харчується деревними жабами.
Це яйцекладна змія.

## Розповсюдження
Мешкає в екваторіальній Африці від Сьєрра-Леоне на заході до Кенії й Танзанії на сході, на південь доходить до Замбії та Мозамбіку.  